# József Hunics
József Hunics (Ráckeresztúr, 10 marzo 1936 – Budapest, 27 luglio 2012) è stato un canoista ungherese.

## Palmarès

### Olimpiadi
- 1 medaglia:
  - 1 bronzo (Melbourne 1956 nel C-2 10000 m)